# Космак, Вацлав
Вацлав Космак (Kosmák; 1843 — 1898) — чешский беллетрист-народник.
Был священником. Собрание сочинений Космака «Sebrané spisy» было издано в 1883—1884; второе, более полное издание вышло после смерти Космака. Полные реализма и юмора, рассказы Космака рисуют провинциальную жизнь Моравии; из них особенно удачны: «Na letsčim chlebĕ», «Fouňa, svobodný pan z Nadutina», «Spáleny habr», «Jakou našel Jakub metlu na zlou Teklu», «Chrt», «Jak byl Rapouch jun. vyléčen», «Jak Martin Chlubil bloudil a na pravou cestu opĕt se vrátil», «Ztracená», «Mučenky», «Lidský zvĕřinec», «Otrávená růže».